# 부산광역시장
부산광역시장(釜山廣域市長)은 부산광역시의 행정 사무를 총괄하는 광역지방자치단체장이다.

## 역사
1962년 12월 31일까지는 경상남도 부산시장이었고, 1963년 1월 1일에 시는 직할시로 승격되었으나 경상남도에서 분리만 되었을 뿐 이름은 여전히 부산시장이었으며, 1981년부터 부산직할시장으로 불렸다. 그래서 경상남도 산하 시절과 정부 직할기를 구별하고자 근래에는 이 과도기를 표현할 때에 앞에 '정부 직할'을 괄호 병기한다.

## 역대 시장

### 경상남도 부산부윤
부산광역시 공식 홈페이지에서는 양성봉 전 부윤을 초대 시장으로 보고 있다. 그래서 광복 직후의 부산부윤을 지내었던 이들까지 모두 고려하여 기술하였다.
| 선출 방식 | 대수                    | 이름                               | 임기                              | 기타                                                               |
| --------- | ----------------------- | ---------------------------------- | --------------------------------- | ------------------------------------------------------------------ |
| 관선      | 초대 (비공식)           | 도야마 오사무 (富山 修)            | 1945년 8월 16일~1945년 10월 10일  | 일본인, 조선총독부 최후의 부산부윤                                 |
| 관선      | (권한대행)              | 양성봉(梁聖奉)                     | 1945년 10월 10일~1945년 10월 25일 | 부산부 총무과장으로서 권한대행                                     |
| 관선      | 2대 (비공식)            | 존 P.H. 케리 (John. P. Kelly)      | 1945년 10월 26일~1946년 1월 23일  | 미군 육군 소령. 9월 16일에 임명되어 10월 26일에 부산에 도착하였다. |
| 관선      | 3대 (비공식)            | 앨버트 E. 브라운 (Albert E. Brown) | 1946년 1월 23일~1947년 1월 25일   | 미군 육군 대령                                                     |
| 관선      | 1대 (공식) 4대 (비공식) | 양성봉(梁聖奉)                     | 1946년 1월 24일~1948년 11월 6일   | 부산부부윤 역임                                                    |
| 관선      | 2대                     | 정종철(鄭鐘哲)                     | 1948년 11월 7일~1949년 8월 14일   | 진주부윤에서 이임                                                  |

### 경상남도 부산시장
| 선출 방식                     |  | 대수     | 이름           | 임기                             | 기타                             |
| ----------------------------- |  | -------- | -------------- | -------------------------------- | -------------------------------- |
| 관선                          |  | 2대      | 정종철(鄭鐘哲) | 1949년 8월 15일~1950년 4월 20일  | '부윤'에서 '시장'으로 직함 변경. |
| 관선                          |  | 3대      | 김주학(金柱學) | 1950년 4월 21일~1952년 5월 7일   |                                  |
| 민선 (부산시의원 간접 선출직) |  | 4대      | 손영수(孫永壽) | 1952년 5월 8일~1953년 12월 16일  | 민선 1기                         |
| 민선 (부산시의원 간접 선출직) |  | 5대      | 손영수(孫永壽) | 1953년 12월 17일~1954년 7월 22일 | 민선 2기                         |
| 민선 (부산시의원 간접 선출직) |  | 6대      | 최병규(崔丙奎) | 1954년 7월 23일~1955년 2월 23일  | 민선 3기                         |
| 민선 (부산시의원 간접 선출직) |  | 7대      | 배상갑(裵上甲) | 1955년 2월 24일~1959년 2월 23일  | 민선 4기                         |
| 관선                          |  | 직무대리 | 임종국(林鍾國) | 1959년 2월 24일~1960년 3월 18일  |                                  |
| 관선                          |  | 8대      | 배상갑(裵上甲) | 1959년 3월 19일~1960년 5월 10일  |                                  |
| 관선                          |  | 권한대행 | 이백순(李泊淳) | 1960년 5월 11일~1960년 5월 14일  |                                  |
| 관선                          |  | 9대      | 이근용(李瑾鎔) | 1960년 5월 16일~1960년 12월 26일 |                                  |
| 민선                          |  | 10대     | 김종규(金鐘圭) | 1960년 12월 27일~1961년 5월 24일 | 민선 5기                         |
| 관선                          |  | 11대     | 변재갑(卞在甲) | 1961년 5월 25일~1962년 4월 20일  |                                  |
| 관선                          |  | 12대     | 김현옥(金玄玉) | 1962년 4월 21일~1962년 12월 31일 |                                  |

### (정부 직할) 부산시장[3]
경상남도 부산시가 직할시로 승격된 이때의 시장부터가 현 부산광역시장 연혁의 실질적인 출발점이다.
| 선출 방식 | 대수           | 이름                             | 임기                                                     | 기타 |
| --------- | -------------- | -------------------------------- | -------------------------------------------------------- | ---- |
| 관선      |                |                                  |                                                          |      |
| 12대      | 김현옥(金玄玉) | 1963년 1월 1일~1963년 12월 17일  | '경상남도 부산시장'에서 '(정부 직할) 부산시장'으로 승격. |      |
| 13대      | 김현옥(金玄玉) | 1963년 12월 18일~1966년 3월 30일 |                                                          |      |
| 14대      | 김대만(金大萬) | 1966년 3월 31일~1969년 4월 26일  |                                                          |      |
| 권한대행  | 김덕엽(金德燁) | 1969년 4월 27일~1969년 4월 28일  |                                                          |      |
| 15대      | 김덕엽(金德燁) | 1969년 4월 28일~1970년 4월 15일  |                                                          |      |
| 16대      | 최두열(崔杜烈) | 1970년 4월 16일~1971년 6월 11일  |                                                          |      |
| 17대      | 박영수(朴英秀) | 1971년 6월 12일~1977년 7월 6일   |                                                          |      |
| 18대      | 최석원(崔錫元) | 1977년 7월 7일~1980년 1월 16일   |                                                          |      |
| 19대      | 손재식(孫在植) | 1980년 1월 17일~1981년 4월 3일   |                                                          |      |

### 부산직할시장[4]
| 선출 방식 | 대수           | 이름                              | 임기                                                     | 기타 |
| --------- | -------------- | --------------------------------- | -------------------------------------------------------- | ---- |
| 관선      |                |                                   |                                                          |      |
| 19대      | 손재식(孫在植) | 1981년 4월 4일~1981년 4월 7일     | '(정부 직할) 부산시장'에서 '부산직할시장'으로 직함 변경. |      |
| 20대      | 김무연(金武然) | 1981년 4월 8일~1982년 5월 24일    |                                                          |      |
| 21대      | 최종호(崔鍾鎬) | 1982년 5월 25일~1985년 2월 21일   |                                                          |      |
| 22대      | 정채진(鄭埰鎭) | 1985년 2월 22일~1986년 8월 28일   |                                                          |      |
| 23대      | 김주호(金周浩) | 1986년 8월 29일~1987년 5월 18일   |                                                          |      |
| 24대      | 강태홍(姜泰弘) | 1987년 5월 19일~1988년 5월 18일   |                                                          |      |
| 25대      | 안상영(安相英) | 1988년 5월 19일~1990년 12월 27일  |                                                          |      |
| 26대      | 김영환(金英煥) | 1990년 12월 28일~1992년 12월 15일 |                                                          |      |
| 27대      | 박부찬(朴富贊) | 1992년 12월 16일~1993년 3월 3일   |                                                          |      |
| 28대      | 정문화(鄭文和) | 1993년 3월 4일~1994년 9월 23일    |                                                          |      |
| 29대      | 김기재(金杞載) | 1994년 9월 24일~1994년 12월 31일  |                                                          |      |

### 부산광역시장
| 선출 방식 |      | 대수     | 이름           | 임기                             | 정당                                                     | 시정구호                                | 기타                                                                                      |
| --------- | ---- | -------- | -------------- | -------------------------------- | -------------------------------------------------------- | --------------------------------------- | ----------------------------------------------------------------------------------------- |
| 관선      |      | 29대     | 김기재(金杞載) | 1995년 1월 1일~1995년 6월 30일   | 무소속                                                   |                                         | '직할시장'에서 '광역시장'으로 직함 변경.                                                  |
| 민선      |      | 30대     | 문정수(文正秀) | 1995년 7월 1일~1998년 6월 30일   | 민주자유당(1995) 신한국당(1995~1997) 한나라당(1997~1998) | 21세기 새부산 건설                      |                                                                                           |
| 민선      |      | 31대     | 안상영(安相英) | 1998년 7월 1일~2004년 2월 4일    | 한나라당                                                 | 시민과 함께하는 부산 재창조             |                                                                                           |
| 민선      |      | 32대     | 안상영(安相英) | 1998년 7월 1일~2004년 2월 4일    | 한나라당                                                 | 희망과 도약, 세계도시 부산              | 2003년 10월 25일부터 2004년 2월 4일까지는 권한 정지 기간이었으나 형 미확정으로 직책 유지. |
| 민선      |      | 권한대행 | 오거돈(吳巨敦) | 2003년 10월 25일~2004년 5월 13일 | 무소속                                                   | 희망과 도약, 세계도시 부산              | 행정부시장으로서 권한대행.                                                                |
| 민선      |      | 권한대행 | 안준태(安準泰) | 2004년 5월 14일~2004년 6월 5일   | 무소속                                                   | 희망과 도약, 세계도시 부산              | 기획관리실장으로서 권한대행.                                                              |
| 민선      |      | 33대     | 허남식(許南植) | 2004년 6월 6일~2014년 6월 30일   | 한나라당(2004~2012) 새누리당(2012~2014)                  | 성숙한 세계도시 부산                    | 민선 3기 승계.                                                                            |
| 민선      |      | 34대     | 허남식(許南植) | 2004년 6월 6일~2014년 6월 30일   | 한나라당(2004~2012) 새누리당(2012~2014)                  | 세계로 열린 선진부산                    |                                                                                           |
| 민선      |      | 35대     | 허남식(許南植) | 2004년 6월 6일~2014년 6월 30일   | 한나라당(2004~2012) 새누리당(2012~2014)                  | 크고 강한 부산                          |                                                                                           |
| 민선      |      | 36대     | 서병수(徐秉洙) | 2014년 7월 1일~2018년 6월 30일   | 새누리당(2014~2017) 자유한국당(2017~2018)                | 사람과 기술, 문화로 융성하는 부산       |                                                                                           |
| 민선      |      | 37대     | 오거돈(吳巨敦) | 2018년 7월 1일~2020년 4월 22일   | 더불어민주당                                             | 시민이 행복한 동북아 해양수도 부산      | 2020년 4월 23일에 부산광역시장 재직 시절에 일어난 성추행 사건에 대한 책임을 지고 사퇴.    |
| 민선      |      | 권한대행 | 변성완(邊城完) | 2020년 4월 23일~2021년 1월 26일  | 무소속                                                   | 시민이 행복한 동북아 해양수도 부산      | 행정부시장으로서 권한대행.                                                                |
| 민선      |      | 권한대행 | 김선조(金善照) | 2021년 1월 26일~2021년 1월 28일  | 무소속                                                   | 시민이 행복한 동북아 해양수도 부산      | 기획조정실장으로서 권한대행.                                                              |
| 민선      |      | 권한대행 | 이병진(李炳振) | 2021년 1월 29일~2021년 4월 7일   | 무소속                                                   | 시민이 행복한 동북아 해양수도 부산      | 행정부시장으로서 권한대행.                                                                |
| 민선      |      | 38대     | 박형준(朴亨埈) | 2021년 4월 8일~                  | 국민의힘                                                 | 부산 먼저 미래로, 그린 스마트 도시 부산 |                                                                                           |
| 민선      | 39대 |          | 박형준(朴亨埈) | 2021년 4월 8일~                  | 국민의힘                                                 | 부산 먼저 미래로, 그린 스마트 도시 부산 |                                                                                           |

## 같이 보기
- 부산광역시장 선거
- 부산광역시청
- 부산광역시 부시장
- 부산부윤 (일제 강점기)